# Глядово
Глядово (рос. Глядово) — присілок в Жуковському районі Калузької області Російської Федерації.
Населення становить 0 осіб. Входить до складу муніципального утворення Присілок Корсаково.

## Історія
Від 2004 року входить до складу муніципального утворення Присілок Корсаково

## Населення
| 2002 | 2010 |
| ---- | ---- |
| 5    | ↘0   |